# 田端信太郎

田端 信太郎（たばた しんたろう、1975年10月25日 – ）は、日本のインフルエンサー、起業家、著作家、投資家、YouTuber、「オンラインサロン田端大学」塾長。トゥモローゲートCTO（最高ツイート責任者）。アクティビスト (株主)。

## 経歴
1975年、石川県生まれ。慶應義塾大学経済学部在学中にインターネットにのめり込み、自身でウェブサイトを制作する。月30万円から40万円ほど稼ぎ、そちらに夢中になりすぎて単位を落とし1年留年するも、就活中にはウェブサイト制作の経験を活かし、面接で企業のHPをコンサルティング、企業4社等から内定を得る。
1999年、NTTデータに新卒で入社。産業システム事業本部メディア企画営業にて営業を担当、BS/CSデジタル関連の放送・通信融合の事業開発、ジョイントベンチャー設立に携わる。
2001年、NTTデータを退社。「ネットベンチャー新規事業への投資メンバー」を募集していたリクルートに転職、次世代事業開発室企画開発グループに入るも、直後にネットバブルが崩壊し、社内での仕事がなくなる。社内の新規事業提案制度「RING」に応募し、後の『R25』の源流になるプロジェクトを提案し合格。フリーマガジン『R25』を立ち上げ、創刊後は広告営業の責任者を務める。『R25』を立ち上げてからの1年間は思うような売上が伸びずに約10億円もの損失を出したが後に黒字化。
2005年、堀江貴文と出会い、リクルートを退社しライブドアへ入社。メディア事業部長としてlivedoor ニュースを統括しつつ、紙とネットの世界の違いを知る。ライブドア事件の現場に立ち会う中、ライブドアのマイナス情報を扱ったニュースも掲載し、メディアとしての「中立性」を示す判断をくだした。2008年4月より執行役員メディア事業部長に就任、人気ブローガーの記事を集めた提言型ニュースサイト「BLOGOS」や「MarketHack」「Techwave」などの新規メディアを立ち上げる傍ら、メディア部門に課せられた「通期黒字化」というタスクを達成。
2010年、ライブドアを退社し、コンデナスト・ジャパンに入社。VOGUE、GQ JAPAN、WIREDなどのWEBサイトとデジタルマガジンの収益化を推進。
2012年、コンデナスト・ジャパンを退社、NHN Japan(現Z中間グローバル）に入社し執行役員に就任。「LINE」、まとめサイトの「NAVER（ネイバー）まとめ」、「ライブドアニュース」などの広告マネタイズを担当広告事業を牽引し、会社の上場に大きく貢献。上級執行役員として法人ビジネスを担当している間に、炎上を多数おこしながら、週平均3、4回の講演をこなす生活を続ける。
2018年、LINEを退社。前澤友作に誘われてスタートトゥデイ（現ZOZO）に転職、執行役員 コミュニケーションデザイン室長に就任する。社名の変更やZOZOSUITの宣伝に加えて田端も前澤のTwitter運用アドバイス等を担当し、リツイート数の世界新記録を作る等、Twitterフォロワー数を380万フォロワー（現在1000万フォロワー超え）。
2019年末、スタートトゥデイを退社しフリーランスに。
2020年2月より、レディオブック株式会社マーケティング戦略/顧問就任。同年3月より、Carstay株式会社最高マーケティング責任者・取締役就任。同年9月、「オンラインサロン田端大学」を「株式会社田端大学校」に改め法人化、代表取締役となる。
2021年7月、「株式会社田端大学校」の事業「オンラインサロン田端大学」をINCLUSIVEグループのNewsletter Asia株式会社に売却。同年9月、Twitterでうつ病の方を揶揄する発信をし、炎上した為、Carstay株式会社の取締役を解任される。同年10月、田端大学の新規事業として、「社畜」サラリーマンの開放を目的とした「田端信太郎の転職Boot Camp」を開始、2022年4月「起業/副業Boot Camp」を追加し、第二期を開始。
2024年2月、株式会社BUDDICA 中野優作、株式会社Seibii取締役 佐川悠らとともに「だまさないからネットで売れる」というスローガンの元、中古車をインターネット販売する「BUDDICA・DIRECT株式会社」を創業。稼働8か月で累計1,000台の取引実績を達成。
同年3月、自身のYouTubeチャンネル名を、「田端大学 投資学部」に変更、メルカリなどの株式を一定程度取得し、投資先企業の経営陣に積極的に提言をおこない、企業価値の向上を目指す アクティビストとしての活動を開始する。
2024年10月、投資スキルを磨く実践的な学びを提供する場所として「田端信太郎の株道場」を発足。
2025年6月、「田端大学 投資学部」のYouTube Liveで、株式市場の午前立会開始に合わせてライブ配信を初めた事によりのチャンネル登録者数が急増、30万を突破。
現在も、多数の会社顧問をこなしつつ、AbemaTVの『AbemaPrime』でのコメンテーター、YouTuber、アクティビストとして活動している。

## 人物・趣味
- 少年時代は田舎育ちであったため情報に飢えており、自転車で片道3時間かかる金沢の大型書店まで本を買いに行き、家では日経新聞を購読、深夜ラジオを聞きながら東京に憧れる少年時代だった[1]。
- 飲み会で良く寝る、電気グルーヴ・石野卓球の大ファン[19]。
- 「趣味は炎上」と公言[20]。

## エピソード・発言
田端は「趣味は炎上」「戦略論から下ネタまで。」「燃え無いゴミより燃えるゴミ」（原文ママ）等を公言する「炎上マーケター」、LINE上級執行役員だった時にも炎上発言をし、厳重注意となったことも知られている。
代表的なTwitterでの炎上発言は以下の通りだが、「炎上できることも才能ですよ」と、公言している。
「誰か高額納税者党を作って欲しい。少数派を多数派が弾圧する衆愚政治じゃないか」と日経ビジュアルデータの資料を引用してつぶやき炎上「#ZOZOTOWN退会祭り」が起こった。
「自分の子どもが、イジメや過労死で自殺したら？ですか。。。自分の教育がもしかしたら悪かったけど、一義的には、子供とはいえ、他人の人生で、親が100％コントロールできるわけもないから、しょうがないなー、と思うだけです。そういうときのために3人も子供作ったのよ。リスク分散。」と呟き炎上した。
「良い炎上と悪い炎上がある、事実を指摘しただけの炎上は悪い炎上ではない。」と著書やYouTubeにて発信している。

## 書籍
- 「MEDIA MAKERS―社会が動く「影響力」の正体」（2012年12月、宣伝会議、ISBN 4883352706）
- 「ブランド人になれ！ 会社の奴隷解放宣言」（2018年7月、幻冬舎、ISBN 4344033175）
- 「これからの会社員の教科書 社内外のあらゆる人から今すぐ評価されるプロの仕事マインド71」（2019年12月、SBクリエイティブ、ISBN 4815602433）
- 「これからのお金の教科書 年収の伸びしろがケタ違いになる視点65」（2020年10月、SBクリエイティブ、ISBN 4815607230）
- 「部下を育ててはいけない」（2021年4月、SBクリエイティブ、ISBN 9784815609535）
- 「これからの会社員の課題図書」（2021年6月、SBクリエイティブ、ISBN 9784815608811）
- 「自分を探すな 世界を見よう 父が息子に伝えたい骨太な人生の歩き方」（2023年3月、マガジンハウス、ISBN 9784838732340）